# Basketbol'nyj klub Dinamo Kursk
Il Basketbol'nyj klub Dinamo Kursk (in russo Баскетбольный клуб Динамо Курск?) è una società femminile di pallacanestro di Kursk fondata nel 1994.

## Palmarès
EuroCup: 1 (2011-12)
EuroLeague Women: 1   (2016-17) 
- Russia - Division 1 - Donne Superliga A dal 1991/1992
  - Miglior risultato: 2 °
  - 1 volta secondo 2016/2017
  - 3 volte terzo in 2015/2016, 2014/2015, 2013/2014
- Eurolega femminile dal 1958/1959
  - Miglior risultato: 1 °
  - 1 volte prime in 2016/2017
  - 1 volte terzi a 2014/2015
- Eurocup donne dal 2002/2003
  - Miglior risultato: 1 °
  - 1 volte prime in 2011/2012
  - 1 volta secondo nel 2013/2014
- Amichevoli club Donne dal 2014 (2 parte (s))
- SuperCup Women: 1

2017